# Battle City
Battle City (Japans: バトルシティー; Batoru Shitī) is een computerspel dat werd ontwikkeld en uitgegeven door Namco. Het spel werd uitgebracht op 9 september 1985. De speler moet verschillende tanks van de tegenstander vernietigen en zorgen dat ze niet bij zijn basis komen. Als de speler 20 tanks vernietigd heeft stijgt hij een level. Het spel begint met een standaard tank, maar naarmate het level hoger raakt, kan deze geüpgraded worden. Het speelveld wordt van bovenaf weergeven.

## Platforms
| Jaar | Platform              |
| ---- | --------------------- |
| 1985 | Arcade, NES, Sharp X1 |
| 1986 | FM-7                  |
| 1991 | Game Boy              |
| 2007 | Wii Virtual Console   |
| 2013 | Nintendo 3DS          |

## Ontvangst
| Beoordeeld door | Platform | Datum           | Score |
| --------------- | -------- | --------------- | ----- |
| Retroage        | NES      | 12 oktober 2013 | 97%   |